# Alicja Klemińska
Alicja Klemińska, po mężu Kozłowska (ur. 26 października 1938 w Poznaniu, zm. 15 stycznia 2017 w Kielcach) – polska pływaczka, wielokrotna mistrzyni i rekordzistka Polski, medalistka Akademickich Mistrzostw Świata (1954) i Letniej Uniwersjady (1961).

## Kariera sportowa
Była wychowanką Warty (Stali) Poznań, od 1962 występowała w barwach WKS Śląsk Wrocław. Reprezentowała Polskę na mistrzostwach Europy w 1954, gdzie zajęła 6 m. w wyścigu na 100 metrów stylem motylkowym oraz odpadła w eliminacjach sztafety 4 x 100 m stylem dowolnym, a także w 1962. 
Na akademickich mistrzostwach świata w 1954 zdobyła brązowy medal w sztafecie 4 x 100 m stylem dowolnym (partnerkami były Elżbieta Gellner, Irena Gryka i Irena Milnikiel), w sztafecie 4 x 100 m stylem zmiennym zajęła 2. miejsce, ale polski zespół został zdyskwalifikowany za falstart Ireny Milnikiel, ponadto na 100 m stylem motylkowym była piąta, na 200 m stylem klasycznym - szósta. Na Letniej Uniwersjadzie w 1961 zdobyła brązowy medal w sztafecie 4 x 100 m stylem zmiennym (partnerkami były Danuta Zachariasiewicz, Renata Tykierka i Krystyna Jagodzińska).
Była wielokrotną rekordzistką Polski - na 100 m stylem klasycznym (1:23,5 - 7.08.1960), 200 m stylem klasycznym (do 3.02,0 - 22.07.1962), 100 m stylem motylkowym (do 1:18,0 - 7.08.1960), 200 m stylem motylkowym (do 2:55,3 - 26.09.1963), 400 m stylem zmiennym (6:12,8 - 22.08.1958), sztafecie 4 x 100 m stylem zmiennym (do 5:08,2 - 20.08.1961), 4 x 100 m stylem dowolnym (do 4:46,7 - 19.08.1956).
Na mistrzostwach Polski na basenie 50-metrowym zdobyła indywidualnie 26 medali, w tym 17 złotych:
- 100 m stylem klasycznym: 1 m. (1960, 1961, 1962, 1963)
- 200 m stylem klasycznym: 1 m. (1960, 1961, 1962), 2 m. (1957), 3 m. (1955, 1963)
- 100 m stylem motylkowym: 1 m. (1953, 1954, 1956, 1957, 1960), 2 m. (1958), 3 m. (1952, 1959)
- 200 m stylem motylkowym: 1 m. (1953, 1956, 1958, 1961), 3 m. (1952, 1959)
- 400 m stylem zmiennym: 1 m. (1955), 2 m. (1962)
- 4 x 100 m stylem dowolnym: 1 m. (1955, 1956, 1957)
- 4 x 100 m stylem zmiennym: 1 m. (1955), 2 m. (1957, 1963)

Od 1965 mieszkała w Kielcach, gdzie była trenerem pływania, prezesem Okręgowego Związku Pływackiego (przez 4 kadencje do 2002) oraz prezesem Świętokrzyskiego Towarzystwa Sportu i Rekreacji "Ala".